# Asplenium sebungweense
Asplenium sebungweense là một loài dương xỉ trong họ Aspleniaceae. Loài này được J.E.Burrows mô tả khoa học đầu tiên năm 1989.
Danh pháp khoa học của loài này chưa được làm sáng tỏ. 